# Antichamber
Antichamber ist ein von Alexander Bruce programmiertes Computerspiel. Das in der Egoperspektive stattfindende Spiel ist dem Genre der Adventures zuzuordnen, enthält jedoch auch Elemente von Puzzlespielen.

## Handlung
Der Spieler findet sich zunächst in einem dunklen Raum wieder, zu dem man sich stets teleportieren kann. In diesem lassen sich Spieleinstellungen vornehmen sowie eine Karte auffinden, mithilfe der sich bereits entdeckte Räume der Spielwelt sofort betreten lassen. Die Erkundung der Spielwelt gilt als der Inhalt des Spiels, wozu das Lösen verschiedener Rätsel notwendig ist.
Die Welt verlässt dabei gewisse physikalische Gesetze und zeigt beispielsweise unmögliche Figuren, darüber hinaus kann sie sich, abhängig von Blickrichtung und Bewegung des Spielers, verändern. So lassen sich zum Beispiel über dieselben Pfade verschiedene Orte erreichen.
Zu einem gewissen Zeitpunkt des Spiels erhält man ein an eine Kanone erinnerndes Werkzeug, mit der sich bestimmte Blöcke aufsaugen und wieder ausspucken lassen. Diesem Werkzeug werden im weiteren Verlauf Funktionen hinzugefügt.

## Entwicklungsgeschichte
Während Alexander Bruce 2006 versuchte, Spiele wie Snake in der Unreal Engine zu reproduzieren, fand er durch Programmierfehler Wege zur Manipulation der Geometrie. Bruce versuchte fortan ein Spiel zu kreieren, das hierauf aufbaut.
Dieses wurde 2009 erstmals auf der Tokyo Game Show präsentiert und trug den Namen „Hazard: The Journey Of Live“, wobei es zu der Zeit noch eine Mod für Unreal Tournament 3 war.
Im Juli 2011 wurde das Spiel in „Antichamber“ umbenannt und schließlich am 31. Januar 2013 veröffentlicht.

## Rezeption
Antichamber erhielt größtenteils positive Bewertungen. Die Rezensionsdatenbank Metacritic aggregiert 50 Rezensionen zu einem Mittelwert von 82.
Das Onlinemagazin 4Players lobt die ideenreichen Rätsel und die abwechslungsreiche und interessante surreale Welt. Das Spiel sei ein Musterbeispiel für ein Spiel, welches sich nicht von Konventionen einzwängen lasse, habe aber nicht den Feinschliff eines Portal 2.

„Antichamber erinnert mich daran, warum ich Computerspiele liebe: Weil sie mich auch heute noch überraschen.“

Auch die GameStar hält fest, dass das Spiel auf Konventionen pfeife. Im Test wird gelobt, dass der Schwierigkeitsgrad auf angenehme und faire Art ansteige. Das Spiel sei fast schon ein abstraktes Kunstwerk, das man nicht so schnell vergesse.
Antichamber wurde bis zum 20. März 2013 etwa 100.000 Mal verkauft.